# Pan de pasas

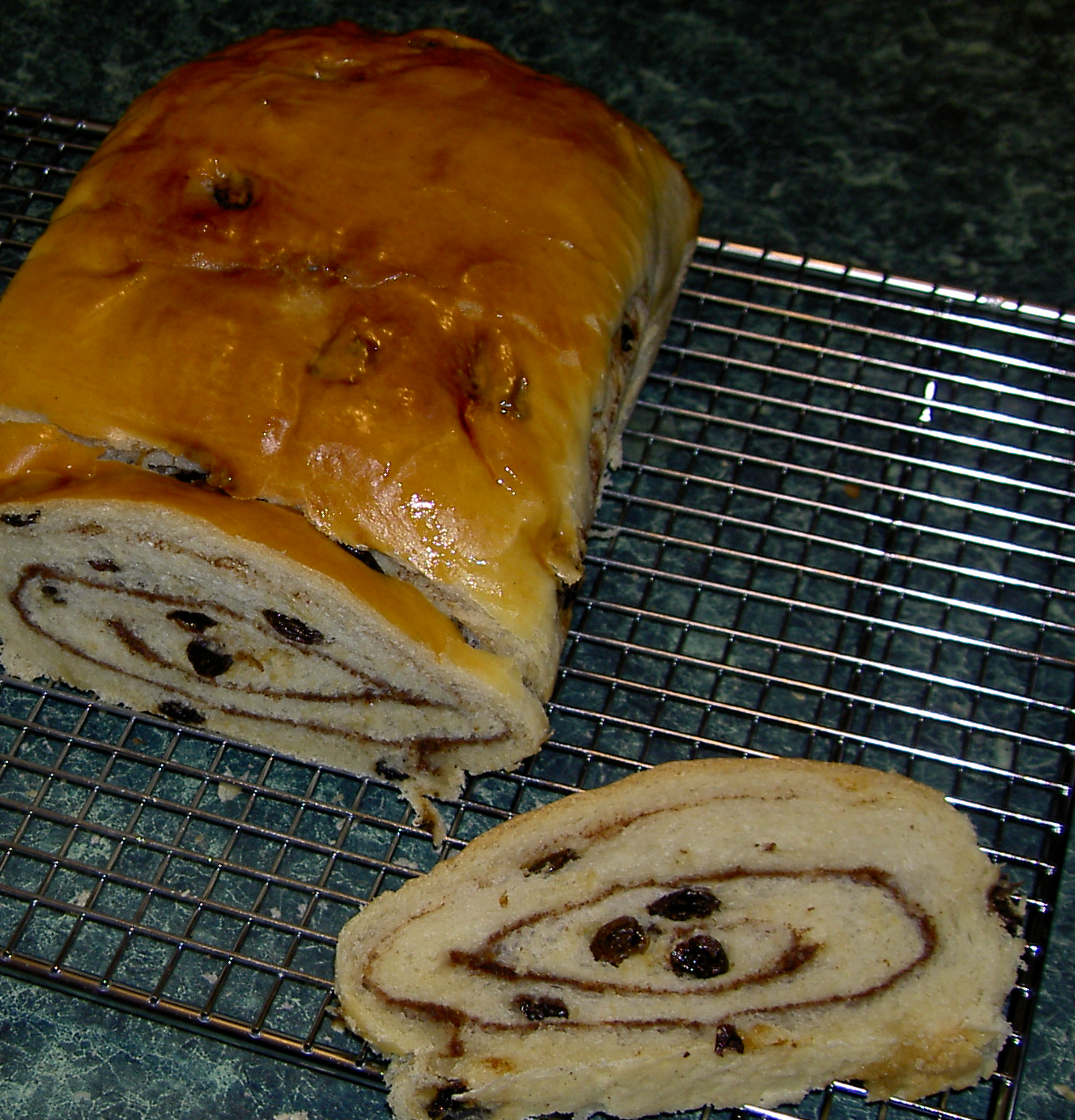
Pan de pasas con azúcar de canela en la masa.

El pan de pasas es un pan que contiene pasas, normalmente clasificado como pan dulce y a veces combinado con azúcar de canela. Se sirve tostado o como postre, a veces cortado y untado con mantequilla o acompañado de queso, siendo común su consumo en el norte de Europa.
En Drente y Twente se consume relativamente mucho, especialmente en cafeterías. El típico de Twente, llamado krentenwegge, parece una hogaza con un tamaño de 1,5–2 m de largo y unos 75 cm de ancho, por lo que suelen necesitarse varias personas para llevarlo. A menudo se elaboran para celebrar nacimientos (especialmente de los primogénitos), por parte de familiares o amigos.